# Puerto Baquerizo Moreno
Puerto Baquerizo Moreno è una città dell'Ecuador situata nell'isola di San Cristóbal, la più orientale dell'arcipelago delle Galápagos. È anche il capoluogo amministrativo della provincia delle Galápagos, essendo sede del Consiglio provinciale. Inoltre è capoluogo del Cantone di San Cristóbal.
A pochi km dalla cittadina si trova l'aeroporto dal quale arrivano e partono giornalmente voli per Quito e Guayaquil. Nel 1991 a Puerto Baquerizo Moreno è stata costruita, da una società italiana, la stazione terrena per telecomunicazioni via satellite, che ha enormemente facilitato le comunicazioni delle popolazioni qui residenti con l'Ecuador continentale.
Da Puerto Baquerizo Moreno si possono visitare la Baya de los lobos, dove vive una colonia di leoni marini, la Laguna El Junco, un lago di acqua dolce situato sul punto più alto dell'isola di San Cristobal, lo scoglio denominato Leon Dormido dove si possono ammirare colonie di vari tipi di uccelli (fregate, pellicani, ecc.)